# Chittagong
Chittagong (Bengali: চট্টগ্রাম, Chôţţogram) è il maggior porto e la seconda città del Bangladesh con i suoi 6 500 000 abitanti.

## Geografia fisica
Situata nella parte sud-orientale del Bangladesh sulla costa del golfo del Bengala, 200 km a nord del confine con la Birmania, pare che il suo nome significhi "alla foce del Gange" secondo un'etimologia legata alla parola araba Shat avente la parola Ganga (Gange) come suffisso.

## Economia
È il centro dei commerci e la città che ospita le compagnie più grandi del Paese. Molto sviluppato tutto il comparto manifatturiero, con particolare riguardo alla lavorazione della pelle. Altre attività sviluppate riguardano la lavorazione della juta, i cibi surgelati, mentre tra le grandi industrie vanno segnalate quella automobilistica e quella chimico-farmaceutica. I commerci via mare riguardano soprattutto cotone, riso, spezie, zucchero e tabacco.
Altra attività particolare legata al porto è quella della demolizione di grandi imbarcazioni, introdotta nel 1969. Questa attività, però, essendo condotta senza attrezzature adeguate, è una preoccupante fonte di inquinamento a causa degli smaltimenti indiscriminati di varie sostanze (anche tossiche: si pensi ai residui nelle cisterne delle petroliere), nonché causa di sfruttamento di manodopera non specializzata, sottopagata e non di rado vittima di incidenti, anche mortali. Del problema si è attivamente occupata l'organizzazione ambientale Greenpeace, in collaborazione con la Federazione internazionale dei diritti umani e la YPSA (Young Power in Social Action), associazione bengalese per la tutela dei diritti dei lavoratori locali.

## Linguistica
Una peculiarità di Chittagong è il suo dialetto, il Chittagonian, derivato dal Bengali e parlato, con tutte le sue varianti, da circa 14 milioni di abitanti. Il chittagonian presenta molti termini di derivazione araba ma non mancano anche influenze hindi e portoghese. La particolarità sta nel fatto che chi parla bengali non riesce a capire il chittagonian così come chi parla solo questo dialetto non comprende il bengali, che pure è la lingua dal quale lo stesso deriva.

## Infrastrutture e trasporti
Chittagong è servita dalla ferrovia (dal 1895) e da un aeroporto internazionale, lo Shah Amanat International Airport (CGP), che fino al 2005 aveva il nome di MA Hannan International Airport.
Chittagong è il terminale sud-est della Grand Trunk Road, che la collega a Kabul.